# Oscar dels escacs
L'Oscar dels escacs fou un premi internacional atorgat cada any al millor jugador mundial d'escacs. El guanyador era seleccionat per un grup d'experts en escacs de tot el món, incloent Grans Mestres. El premi consistia en una estatueta anomenada The Fascinated Wanderer, personatge pres de la novel·la de l'escriptor rus Nikolai Leskov, i realitzada en bronze per l'escultor Aleksandr Smirnov.
La idea es va originar a Catalunya el 1967 quan un grup de periodistes especialitzats en escacs van votar pel millor Gran Mestre. Posteriorment, després de crear-se l'Associació Internacional de Premsa d'Escacs (AIPE, per les seves sigles en francès). El seu fundador, el català Jordi Puig i Laborda, va coordinar les votacions i va començar a incloure-hi entrenadors, àrbitres i d'altres persones relacionades amb els escacs professionals. El premi va ser lliurat any rere any fins a la mort de Jordi Puig, el 1988. El 1995, Alexander Roshal, editor de la revista d'escacs russa, 64, va reprendre la iniciativa i va afegir moltes més persones com a votants. En 2014, en cessar la publicació de 64, el premi també va deixar de donar-se.
L'aparença del premi va sofrir diversos canvis amb el pas del temps: Les estàtues que lliurà Jordi Puig foren, consecutivament, una estàtua d'un pagès sobre una mula, la figura d'un petit os recolzat sobre un arboç (semblant a l'escut de la ciutat de Madrid), la Dama del Paraigua (còpia de la que adorna la font del Parc de la Ciutadella a Barcelona). Al principi la revista russa lliurava una imatge de la ciutat de Moscou, però aviat va canviar al seu aspecte actual.
Per escollir el guanyador, cada votant votava pels 10 millors jugadors del món. El primer de cada llista aconseguia 13 punts, el segon 11 punts, el tercer 9 punts, el quart 7, el cinquè 6, el sisè 5 i així reduint la puntuació fins al desè, a qui s'assignava 1 punt. Després se sumaven les puntuacions per a cada jugador i guanyava qui obtenia major puntuació.

## Guardonats (masculins)
| Any     | Jugador                 | País           |
| ------- | ----------------------- | -------------- |
| 1967    | Bent Larsen             | Dinamarca      |
| 1968    | Borís Spasski           | Unió Soviètica |
| 1969    | Borís Spasski           | Unió Soviètica |
| 1970    | Bobby Fischer           | Estats Units   |
| 1971    | Bobby Fischer           | Estats Units   |
| 1972    | Bobby Fischer           | Estats Units   |
| 1973    | Anatoli Kàrpov          | Unió Soviètica |
| 1974    | Anatoli Kàrpov          | Unió Soviètica |
| 1975    | Anatoli Kàrpov          | Unió Soviètica |
| 1976    | Anatoli Kàrpov          | Unió Soviètica |
| 1977    | Anatoli Kàrpov          | Unió Soviètica |
| 1978    | Víktor Kortxnoi         | Suïssa         |
| 1979    | Anatoli Kàrpov          | Unió Soviètica |
| 1980    | Anatoli Kàrpov          | Unió Soviètica |
| 1981    | Anatoli Kàrpov          | Unió Soviètica |
| 1982    | Garri Kaspàrov          | Unió Soviètica |
| 1983    | Garri Kaspàrov          | Unió Soviètica |
| 1984    | Garri Kaspàrov          | Unió Soviètica |
| 1985    | Garri Kaspàrov          | Unió Soviètica |
| 1986    | Garri Kaspàrov          | Unió Soviètica |
| 1987    | Garri Kaspàrov          | Unió Soviètica |
| 1988    | Garri Kaspàrov          | Unió Soviètica |
| 1989–94 | no assignat             |                |
| 1995    | Garri Kaspàrov          | Rússia         |
| 1996    | Garri Kaspàrov          | Rússia         |
| 1997    | Viswanathan Anand       | Índia          |
| 1998    | Viswanathan Anand       | Índia          |
| 1999    | Garri Kaspàrov          | Rússia         |
| 2000    | Vladímir Kràmnik        | Rússia         |
| 2001    | Garri Kaspàrov          | Rússia         |
| 2002    | Garri Kaspàrov[2]       | Rússia         |
| 2003    | Viswanathan Anand[3][4] | Índia          |
| 2004    | Viswanathan Anand       | Índia          |
| 2005    | Vesselín Topàlov[5]     | Bulgària       |
| 2006    | Vladímir Kràmnik[6]     | Rússia         |
| 2007    | Viswanathan Anand[7]    | Índia          |
| 2008    | Viswanathan Anand[8]    | Índia          |
| 2009    | Magnus Carlsen          | Noruega        |
| 2010    | Magnus Carlsen[9]       | Noruega        |
| 2011    | Magnus Carlsen[10]      | Noruega        |
| 2012    | Magnus Carlsen[11]      | Noruega        |
| 2013    | Magnus Carlsen[12]      | Noruega        |
| 2014    | Fabiano Caruana[13]     | Itàlia         |

### Guardonades
De 1982 a 1988, el guardó es va entregar també a la millor jugadora (femenina) de l'any.
| Any  | Jugadora            | País            |
| ---- | ------------------- | --------------- |
| 1982 | Nona Gaprindaixvili | Unió Soviètica  |
| 1983 | Pia Cramling        | Suècia          |
| 1984 | Maia Txiburdanidze  | Unió Soviètica  |
| 1985 | Maia Txiburdanidze  | Unió Soviètica  |
| 1986 | Maia Txiburdanidze  | Unió Soviètica  |
| 1987 | Maia Txiburdanidze  | Unió Soviètica  |
| 1988 | Judit Polgár        | Hongria         |
| 2014 | Hou Yifan           | R.P. de la Xina |